# راغودة نصف صفراء
راغودة نصف صفراء (الاسم العلمي: Rhagodes semiflavus) هي نوع من العنكبوتيات تتبع جنس الراغودة من الفصيلة الراغودية.